# Capoluogo
Il capoluogo è la città sede di organi di governo regionali o locali. In diversi altri paesi le sedi di istituzioni amministrative, anche minori, assumono la denominazione di capitali (ad esempio in Spagna si usa capital per le regioni e le province) o altre denominazioni specifiche.

## Nel mondo

### Italia
In Italia il termine capoluogo viene usualmente utilizzato per designare i comuni che sono sedi di regione, di provincia o di città metropolitana, ma anche le località abitate sedi di comune; in passato si ebbero inoltre capoluoghi di distretto, di circondario e di mandamento. Per quel che concerne i comuni, le province e le città metropolitane, nella maggioranza dei casi, ma non sempre, il nome del capoluogo della circoscrizione amministrativa coincide con quello dell'istituzione stessa. Nel caso in cui il luogo della sede comunale non coincida con la denominazione del comune, si parla di comune sparso.

### Francia
In Francia il termine capoluogo (in francese chef-lieu) viene utilizzato per designare i centri urbani sede di regione (ufficialmente préfecture de région), di dipartimento (detti anche préfectures), di arrondissement (detti anche sous-préfectures), di cantone, e di comune. Gli arrondissement, i cantoni ed i comuni assumono normalmente la denominazione del centro capoluogo mentre le regioni e i dipartimenti hanno tradizionalmente una denominazione geografica.

### Svizzera
In Svizzera il termine capoluogo (in tedesco Hauptort, in francese chef-lieu) viene utilizzato per designare le sedi dei distretti. A volte viene anche erroneamente utilizzato per i centri urbani sede di cantone, più propriamente definiti capitali.

### Thailandia
In Thailandia, la suddivisione amministrativa di primo livello è la provincia, che a sua volta si suddivide in distretti, chiamati in lingua thai amphoe (อำเภอ). Il capoluogo provinciale viene chiamato amphoe mueang (อำเภอเมือง) ed è il distretto dove si trova la città in cui hanno sede gli uffici principali della provincia, detti thi wa kan amphoe (ที่ว่าการอำเภอ). Tale città dà il nome sia alla provincia che al distretto capoluogo ed è, salvo rari casi, il centro abitato più popoloso della provincia. Ogni amphoe e ogni amphoe mueang comprende diversi centri abitati ed aree rurali.